# Liste der Baudenkmäler im Bonner Ortsteil Lannesdorf
Die folgende Liste enthält in der Denkmalliste ausgewiesene Baudenkmäler auf dem Gebiet des Bonner Ortsteils Lannesdorf im Stadtbezirk Bad Godesberg.
Hinweis: Die Reihenfolge der Denkmäler in dieser Liste orientiert sich an den Straßennamen und ist alternativ nach Hausnummern, Denkmallistennummer oder Bezeichnung sortierbar.
Basis ist die offizielle Denkmalliste der Stadt Bonn (Stand: 15. Januar 2021), die von der Unteren Denkmalbehörde geführt wird. Grundlage für die Aufnahme in die Denkmalliste ist das Denkmalschutzgesetz Nordrhein-Westfalens.
| Bild                                                   | Bezeichnung                                            | Lage                                        | Beschreibung | Bauzeit             | Eingetragen seit | Denkmal- nummer |
| ------------------------------------------------------ | ------------------------------------------------------ | ------------------------------------------- | ------------ | ------------------- | ---------------- | --------------- |
| BW                                                     |                                                        | Am Lindenbach 5 Karte                       |              |                     |                  | A 285           |
| BW                                                     |                                                        | Am Winkel 6 Karte                           |              |                     |                  | A 287           |
| BW                                                     |                                                        | Am Winkel 11 Karte                          |              |                     |                  | A 1734          |
| BW                                                     |                                                        | Am Winkel 13 Karte                          |              |                     |                  | A 1735          |
| Bildstock VII, Kreuzwegstationen Muffendorf/Lannesdorf | Bildstock VII, Kreuzwegstationen Muffendorf/Lannesdorf | Deutschherrenstraße/Splickgasse Karte       |              |                     |                  | A 2481          |
| „Ringsdorff-Werke“                                     | „Ringsdorff-Werke“                                     | Drachenburgstraße 1 Karte                   |              |                     |                  | A 4150          |
| BW                                                     | Steinwegekreuz Lannesdorf                              | Grubenstraße (72) Karte                     |              | 18. Jahrhundert     |                  | A 2273          |
| BW                                                     | Bildstock II der „7 Schmerzen Mariens“, Lannesdorf     | Hermann-Löns-Straße / Lyngsbergstraße Karte |              | 1742 / 1950er-Jahre |                  | A 2481          |
| BW                                                     |                                                        | Hermann-Löns-Straße 16 Karte                |              |                     |                  | A 316           |
| Steinkreuz „Anna-Kreuz“                                | Steinkreuz „Anna-Kreuz“                                | Kirchberg Karte                             |              | 1882                |                  | A 2353          |
| BW                                                     | Bildstock I der „7 Schmerzen Mariens“, Lannesdorf      | Kirchberg/Lannesdorfer Straße Karte         |              |                     |                  | A 2481          |
| BW                                                     |                                                        | Lannesdorfer Straße 14 Karte                |              |                     |                  | A 449           |
| Bildstock VI, Kreuzwegstationen Muffendorf/Lannesdorf  | Bildstock VI, Kreuzwegstationen Muffendorf/Lannesdorf  | Ließemer Straße / Oberstraße Karte          |              | 1706/1950er         |                  | A 2481          |
| BW                                                     |                                                        | Ließemer Straße 10 Karte                    |              |                     |                  | A 359           |
| BW                                                     |                                                        | Lindstraße 26 Karte                         |              |                     |                  | A 277           |
| Steinwegekreuz Lannesdorf 1765                         | Steinwegekreuz Lannesdorf 1765                         | Lyngsbergstraße/Kirchberg 14 Karte          |              | 1765                |                  | A 2275          |
| BW                                                     |                                                        | Lyngsbergstraße 103 Karte                   |              |                     |                  | A 1603          |
| BW                                                     |                                                        | Lyngsbergstraße 104 Karte                   |              |                     |                  | A 3924          |
| BW                                                     |                                                        | Oberstraße 9 Karte                          | Fachwerkhaus |                     |                  | A 1436          |

- Karte mit allen Koordinaten:
- OSM |
- WikiMap